# Eerste Helleense Republiek
De Eerste Helleense Republiek (Grieks: Α' Ελληνική Δημοκρατία) is de term die gebruikt werd voor de voorlopige Griekse staat tijdens de Griekse Onafhankelijkheidsoorlog tegen het Ottomaanse Rijk.
In 1821 brak er een opstand uit tegen het Ottomaanse regime in Griekenland en verschillende regio’s kozen een eigen regionale regerende raad. Zij werden vervangen door een centrale administratie bij de Eerste Nationale Vergadering van Epidaurus, begin 1822 waarbij de Griekse grondwet aangenomen werd. Hierdoor ontstond de moderne Griekse staat. De nieuwe staat werd niet erkend door de grootmachten uit die tijd en werd al snel bedreigd door een burgeroorlog en het oprukkende leger van het Turks-Egyptisch leger van Ibrahim Pasja.
Rond deze tijd hadden de grootmachten echter besloten om een autonome Griekse staat te creëren onder Ottomaanse suzereiniteit, zoals gestipuleerd in het Verdrag van Londen. Door de weigering van de Ottomanen om dit te aanvaarden kwam er de Slag bij Navarino, waar de Grieken hun onafhankelijkheid verwierven.
Tijdens de Derde Nationale Vergadering van Troezen in 1827 werd graaf Ioannis Kapodistrias als gouverneur van Griekenland aangesteld. Na zijn aankomst in Griekenland in januari 1828 probeerde hij het land te herstellen maar kwam al snel in conflict met machtige magnaten. Hij werd vermoord door politieke rivalen in 1831 waardoor het land opnieuw in een burgerstrijd belandde. Hij werd opgevolgd door zijn broer Augustinos Kapodistrias, totdat hij na zes maanden gedwongen ontslag moest nemen.
De drie beschermende machten (Verenigd Koninkrijk, Frankrijk en Rusland) kwamen tussenbeide en riepen het Koninkrijk Griekenland uit tijdens het Congres van Londen met de Beierse prins Otto Wittelsbach als koning.